# Confessions of a Serial Killer
Confessions of a Serial Killer è un film del 1985 diretto da Mark Blair ed ispirato alla vera storia del serial killer Henry Lee Lucas.

## Trama
Dopo essere stato arrestato, un uomo texano confessa di aver ucciso oltre 200 donne. L'uomo racconta nei minimi particolari la selezione delle vittime e gli omicidi commessi, ma la polizia non gli crede fino a quando l'uomo non indica il luogo di sepoltura di un corpo e mostra loro diverse fotografie.